# Sinaecidaris
Sinaecidaris is een geslacht van uitgestorven zee-egels uit de familie Cidaridae.

## Soorten
- Sinaecidaris gauthieri Fourtau, 1921 †